# 223-я стрелковая дивизия (2-го формирования)
223-я стрелковая Белградская Краснознамённая дивизия — воинское соединение Вооружённых Сил СССР в Великой Отечественной войне.

## История
Сформирована на Закавказском фронте приказом Наркома обороны СССР № 0104 от 14.10.1941 на основании постановления ГКО СССР № 795сс от 14.10.1941 из сокращаемого контингента тыловых учреждений фронта (на базе 168-го запасного стрелкового полка). Первоначально дислоцировалась в Сумгаите. Формирование частей соединения проходило на территории Азербайджанской ССР в районе Губа — Сарван — Чархы — Кусары — Дивичи. Директивой Ставки ВГК № 170005 от 02.01.1942 переброшена в район Махачкалы.
Директивой НКО СССР № Орг/2/534 от 03.02.1942 преобразована в азербайджанскую национальную дивизию.
В действующую армию поступила 15.05.1942 (с преобразованием Закавказского ВО во фронт). Директивой Ставки ВГК № 170441 от 07.06.1942 включена в состав 44-й армии, развёртываемой в районе Махачкалы для прикрытия бакинского направления. Директивой Ставки ВГК № 170536 от 30.07.1942 дивизии приказано занять Дербентские и Самурские позиции, а директивой № 170628 от 29.09.1942 — участок по южному берегу Терека.
16 сентября 1942 года командующий 44-й армией генерал-майор И. Петров, находясь в дивизии, приказал командиру полковнику В. Зюванову и полковому комиссару А. Мамедову начать подготовку к переброске на 100—110 км в район: овцесовхоз — Баба-юрт — Герменчи-отар — Люксембург, расположенный южнее Кизляра. 27 сентября дивизия после 120-километрового марша занимает указанную позицию. В конце ноября 1942 года 223-я дивизия сменяет части первого эшелона и до 1 декабря 1942 года обороняет рубежи от Каспийского моря до Гудермеса.
В рамках наступательной фазы Битвы за Кавказ дивизия участвовала в Моздок-Ставропольской (01—24.01.1943) и Тихорецко-Ейской (24.01—04.02.1943) наступательных операциях. Затем соединение участвует в Краснодарской наступательной операции (09.02—16.03.1943). После её окончания директивой Ставки ВГК № 46086 от 29.03.1943 дивизия выведена в резерв Ставки, включена в состав 46-й армии (с 06.04.1943 в составе Резервного фронта, преобразованного 15.04.1943 в Степной ВО) и передислоцирована в район Миллерово.
1 июня 1943 года дивизия вместе с другими соединениями 46-й армии передана в состав Юго-Западного фронта. 23 июля 1943 года дивизия вновь выведена в резерв Ставки ВГК, но уже 7 августа 1943 года вновь вернулась в действующую армию. Соединение участвует в Донбасской наступательной операции (13.08—22.09.1943), а затем — в Битве за Днепр (Днепропетровская операция 23.10—23.12.1943).
После завершения Битвы за Днепр соединение участвует в операции по освобождению Правобережной Украины (Днепровско-Карпатская операция). Первоначально (до конца февраля 1944) дивизия в составе 57-я армии 2-го (с 22.02.1944 — 3-го Украинского фронта) удерживает плацдарм на правом берегу реки Ингулец, а затем участвует в Березнеговато-Снигирёвской (05—18.03.1944) и Одесской (26.03—14.04.1944) наступательных операциях.
По завершении освобождения Правобережной Украины дивизия до августа 1944 находится в позиционной обороне, а затем принимает участие в освобождении Молдавии (Кишинёвско-Измаильская операция 20—29.08.1944), Румынии и Болгарии. В сентябре 1944 соединение было перегруппировано на болгаро-югославскую границу и приняло участие в освобождении Югославии. В ходе Белградской наступательной операции (28.09—20.10.1944) части 223-й стрелковой дивизии вместе с другими соединениями 57-й армии, 46-й армии, Дунайской военной флотилии и силами Народно-освободительной армии Югославии 20.10.1944 вступили в Белград. За отличие при освобождении города дивизии присвоено почётное наименование «Белградская».
По окончании Белградской операции дивизия участвует в освобождении Венгрии. В рамках Будапештской наступательной операции соединение было задействовано в Секешфехервар-Эстергомской операции (20.12.1944—13.02.1945), в ходе которой был создан внешний фронт окружения Будапешта. После взятия венгерской столицы дивизия в составе 46-й армии 2-го Украинского фронта приняла участие в наступлении на Вену (13.03—15.04.1945). В рамках Венской наступательной операции 223-я стрелковая дивизия участвует в Дьерской операции (13.03—04.04.1945) и непосредственно в штурме австрийской столицы (04—15.04.1945). За отличие при освобождении Вены дивизия награждена орденом Красного Знамени. В конце войны дивизия приняла участие в Братиславско-Брновской операции (25.03—05.05.1945), освободив ряд районов Чехословакии.
Директивой Ставки ВГК № 11098 от 29.05.1945 223-я сд вместе с другими соединениями 46-й армии вошла в состав Южной группы войск.
Хотя дивизия считалась азербайджанской национальной, со временем удельный вес азербайджанцев в дивизии из-за потерь и пополнений инонациональными контингентами существенно понизился. Так, на 01.01.1943 он составил 86,1 %, на 01.07.1943 — лишь 24,6 %, на 01.01.1944 — 19,4 %, на 01.07.1944 — 11,2 %.

## Полное название
223-я стрелковая Белградская Краснознамённая дивизия

## Подчинение
- Закавказский фронт — с октября 1941 по 30.12.1941 года
- Кавказский фронт — с 30.12.1941 по 28.01.1942 года
- Закавказский ВО — с 28.01.1942 по 15.05.1942 года
- Закавказский фронт — с 15.05.1942 по 07.06.1942
- Закавказский фронт, 44-я армия — с 07.06.1942 по 10.08.1942 года
- Закавказский фронт, Северная группа войск, 44-я армия — с 10.08.1942 по ноябрь 1942 года
- Закавказский фронт, Северная группа войск, 58-я армия — в ноябре-декабре 1942 года
- Закавказский фронт, Северная группа войск, 44-я армия — в декабре 1942 — январе 1943 года
- Северо-Кавказский фронт, 37-я армия — в январе-феврале 1943 года
- Северо-Кавказский фронт — с февраля 1943 по 29.03.1943 года
- 46-я армия — в резерве Ставки ВГК — с 29.03.1943 по 06.04.1943 года
- Резервный фронт, 46-я армия — в резерве Ставки ВГК с 06.04.1943 по 15.04.1943 года
- Степной ВО, 46-я армия — с 15.04.1943 по 31.05.1943 года
- Юго-Западный фронт, 46-я армия — с 01.06.1943 по 23.07.1943
- 46-я армия — в резерве Ставки ВГК — с 23.07.1943 по 07.08.1943 года
- Юго-Западный фронт, 46-я армия с 07.08.1943 по 10.09.1943 года
- Степной фронт, 46-я армия — с 11.09.1943 по 02.10.1943 года
- Юго-Западный фронт, 46-я армия с 03.10.1943 по 20.10.1943 года
- 3-й Украинский фронт, 46-я армия — в конце октября 1943 года
- 2-й Украинский фронт, 7-я гвардейская армия, 24-й гвардейский стрелковый корпус — в октябре-ноябре 1943 года
- 2-й Украинский фронт, 7-я гвардейская армия, 49-й стрелковый корпус — в ноябре-декабре 1943 года
- 2-й Украинский фронт, 57-я армия, 49-й стрелковый корпус — в декабре 1943 — январе 1944 года
- 2-й Украинский фронт, 57-я армия, 68-й стрелковый корпус — в январе-феврале 1944 года
- 3-й Украинский фронт, 57-я армия, 64-й стрелковый корпус — в феврале-марте 1944 года
- 3-й Украинский фронт, 57-я армия, 68-й стрелковый корпус — в марте-ноябре 1944 года
- 3-й Украинский фронт, 68-й стрелковый корпус — в ноябре-декабре 1944
- 3-й Украинский фронт, 4-я гвардейская армия, 68-й стрелковый корпус — в декабре 1944 — январе 1945 года
- 3-й Украинский фронт, 4-я гвардейская армия, 20-й гвардейский стрелковый корпус — в январе-феврале 1945
- 2-й Украинский фронт, 46-я армия, 23-й стрелковый корпус — в феврале-апреле 1945 года
- 2-й Украинский фронт, 46-я армия, 75-й стрелковый корпус — с апреля 1945 года

## Состав
- 1037-й стрелковый Венский ордена Суворова полк
- 1039-й стрелковый ордена Кутузова полк
- 1041-й стрелковый орденов Суворова и Кутузова полк
- 818-й артиллерийский ордена Богдана Хмельницкого полк
- 332-й отдельный истребительно-противотанковый дивизион (с 04.05.1942)
- 351-я отдельная разведывательная рота
- 669-й миномётный дивизион
- 176-я зенитно-артиллерийская батарея
- 587-й сапёрный батальон
- 752-й отдельный батальон связи (785-я отдельная рота связи)
- 320-й медико-санитарный батальон
- 385-я отдельная рота химический защиты
- 422-я автотранспортная рота
- 378-я полевая хлебопекарня
- 71-й дивизионный ветеринарный лазарет
- 1725-я полевая почтовая станция
- 853-я полевая касса Госбанка

## Командиры
- Романов, Владимир Филиппович (18.10.1941 — 26.02.1942), полковник;
- Зюванов, Владимир Павлович (27.02.1942 — 30.05.1943), полковник, генерал-майор;
- Шкодунович, Николай Николаевич (31.05.1943 — 04.08.1943), полковник;
- Суханов, Михаил Афанасьевич (05.08.1943 — 10.03.1944), полковник, генерал-майор;
- Татарчевский, Пётр Михайлович (11.03.1944 — 04.09.1944), полковник;
- Сагитов, Ахнав Гайнутдинович (05.09.1944 — 09.05.1945), полковник.

## Награды
| Награда (наименование)              | Дата награждения                                                   | За что награждена |
| ----------------------------------- | ------------------------------------------------------------------ | --- |
| Почётное наименование «Белградская» | Приказ Верховного Главнокомандующего № 0367 от 14 ноября 1944 года | За отличие в боях при освобождении города Белграда |
| Орден Красного Знамени              | Указ Президиума Верховного Совета СССР от 26 апреля 1945 года      | За образцовое выполнение заданий командования в боях при прорыве обороны немцев в горах Вэртэшхэдьшег западнее Будапешта, овладении городами Эстергом, Несмей, Фельшегалла, Тата и проявленный при этом доблесть и мужество |

Награды частей дивизии:
- 1037-й стрелковый Венский ордена Суворова[4] полк
- 1039-й стрелковый ордена Кутузова[4] полк
- 1041-й стрелковый орденов Суворова[5] и Кутузова[6] полк
- 818-й артиллерийский ордена Богдана Хмельницкого[4] полк

## Отличившиеся воины дивизии
- Бондаренко, Иван Антонович (1914—1944), командир 1041-го стрелкового полка, майор. Отличился 10.03.1944 при прорыве обороны противника в районе села Варваровка (Долинский район Кировоградской области). Преследуя отступающих фашистов, 21.03.1944 полк первым вышел на берег реки Южный Буг в районе села Бугское (Вознесенский район Николаевской области). При этом было уничтожено 2 штурмовых орудия, 37 автомашин, 6 орудий, десятки солдат и офицеров противника. В ночь на 24.03.1944 часть подразделений полка форсировала Южный Буг и захватила плацдарм на его правом берегу. 26.03.1944 в критический момент боя по удержанию плацдарма увлёк бойцов в штыковую атаку, был ранен, но поля боя не покинул. Боевая задача была выполнена. Погиб в этом бою. Звание Героя Советского Союза присвоено 03.06.1944 (посмертно). Награждён орденом Ленина, Красного Знамени, Суворова 3 ст., Красной Звезды.
- Курлов, Василий Иванович, старший сержант, помощник командира взвода пешей разведки 1039 стрелкового полка. Указ Президиума Верховного Совета СССР от 19 августа 1955 года. Участник Парадов Победы 1945 и 1995 годов;
- Мартынов, Фёдор Иванович, рядовой, разведчик 351 отдельной разведывательной роты. Указ Президиума Верховного Совета СССР от 15 мая 1946 года;
- Мотуз, Владимир Иванович, сержант, командир отделения взвода пешей разведки 1037 стрелкового полка. Указ Президиума Верховного Совета СССР от 15 мая 1946 года;
- Фархутдинов, Миргай Ахмаевич (1915—1944), командир пулемётной роты 1041-го стрелкового полка, старший лейтенант. С бойцами первым 24.03.1944 форсировал реку Южный Буг в районе села Бугское (Вознесенский район Николаевской области), захватил и удерживал плацдарм на правом берегу, нанеся противнику значительный урон в живой силе и огневых средствах. Умер от ран 28.03.1944. Звание Героя Советского Союза присвоено 03.06.1944. Награждён орденом Ленина, Красной Звезды.
- Невский, Николай Леонтьевич командир 818-го артиллерийского полка. Является одним из двух человек, ставших трёхкратными кавалерами ордена Александра Невского